# Bayel

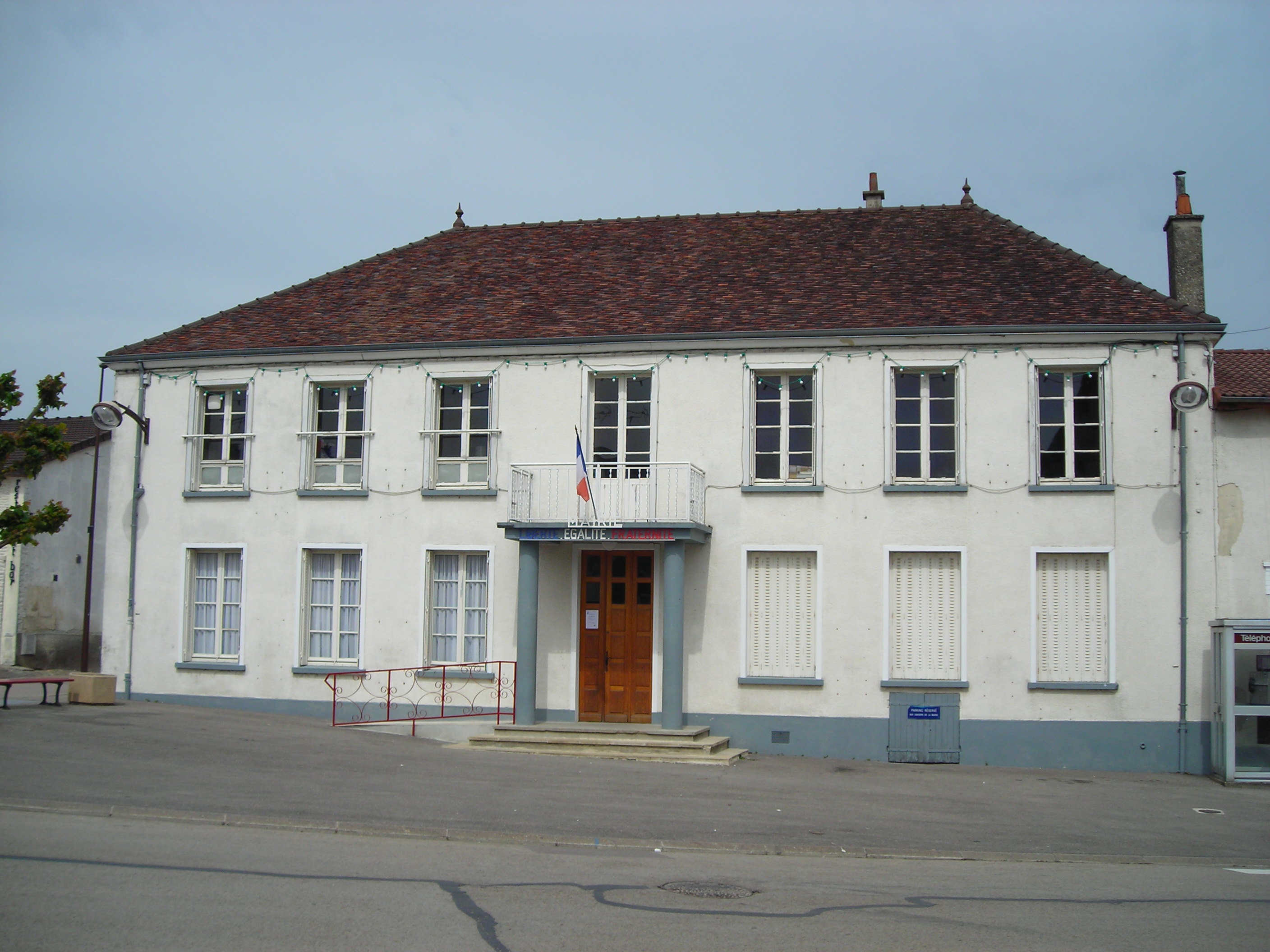
La mairie de Bayel

 Bayel  là một xã ở tỉnh Aube, thuộc vùng Grand Est ở phía bắc miền trung nước Pháp.